# Vier Monniken

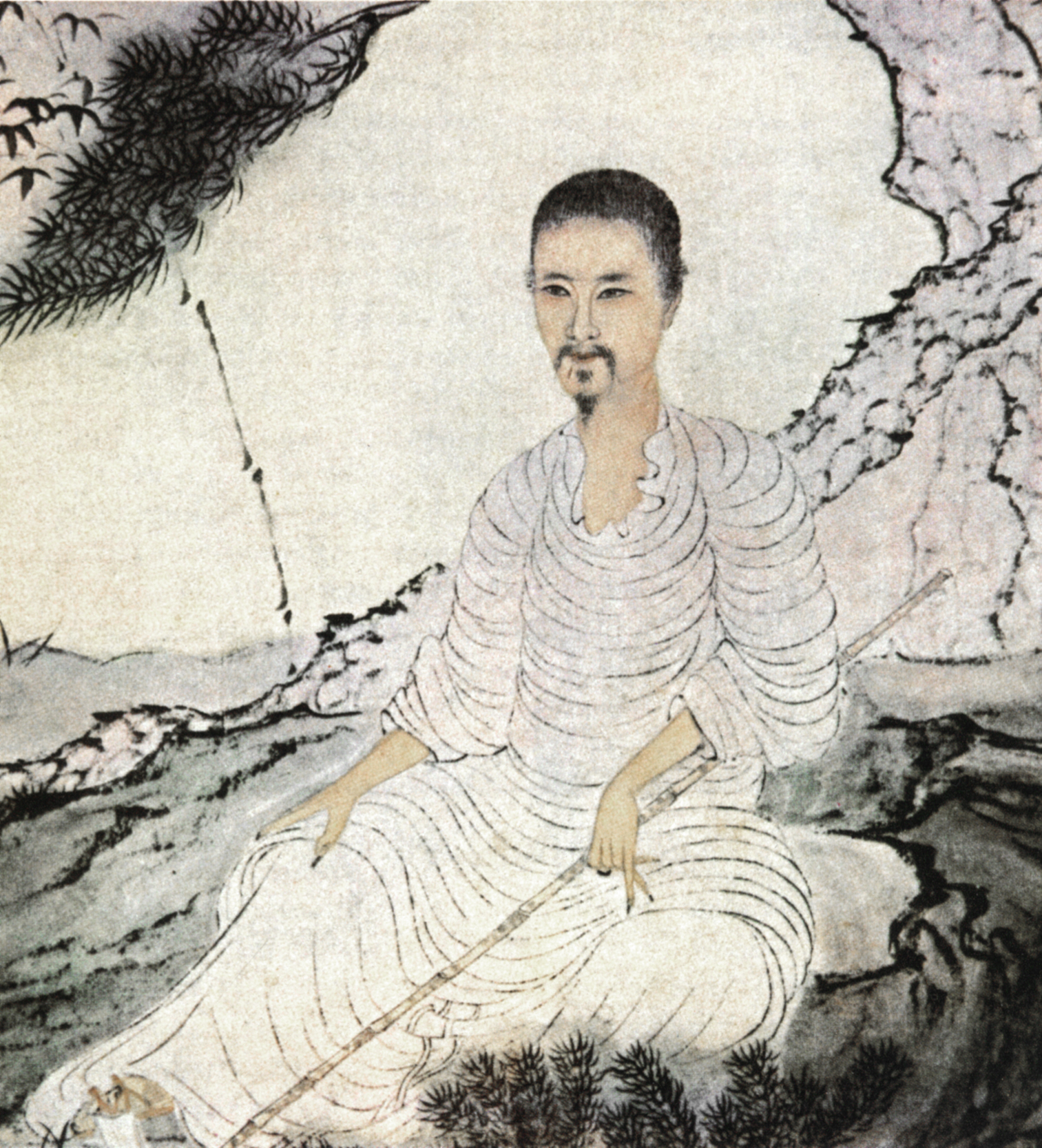
Zelfportret van Shitao (detail), 1674, collectie Nationaal Paleismuseum

Vier Monniken is een canon van vier Chinese kunstschilders uit de late Ming- en vroege Qing-periode. Zij waren Hong Ren, Kun Can, Bada Shanren en Shitao. De werken van de Vier Monniken hadden een grote invloed op latere Chinese kunstenaars, waaronder de Acht Excentriekelingen van Yangzhou.

## Beschrijving
Nadat de Mantsjoes in 1644 in China aan de macht waren gekomen, gaven veel Ming-loyalisten hun positie aan het hof op. Enkelen voegden zich bij rebellengroepen, anderen werden zwerver, kluizenaar of monnik, zoals ook Hong Ren, Bada Shanren en Shitao. 
- Hong Ren (弘仁; 1610–1664), of Hongren, maakte spaarzame, abstracte shan shui-landschappen in een serene stijl, vergelijkbaar met die van Ni Zan (1301–1374).
- Bada Shanren (八大山人; 1626–1705), geboren Zhu Da, was een Ming-prins van het huis van Zhu. Hij schilderde landschappen en vogel- en bloemschilderingen in een schijnbaar nonchalante, maar trefzekere stijl.
- Shitao (石濤; 1642–1707), geboren Zhu Ruoji, was een neef van Bada Shanren.[1] Toen hij opgroeide, zwierf Shitao door China en vereeuwigde een groot aantal heilige bergen die hij onderweg bezocht.
- Kun Can (髡殘; 1612–1673), ook wel Shi Qi genoemd, was reeds een chàn-monnik tijdens de machtswisseling. Zijn werken in droge, rauwe penseelstreken lijken nonchalant geschilderd, maar stralen desondanks een grote sereniteit uit.

De werken in gewassen inkt van de Vier Monniken weerspiegelen de frustratie, verwarring en gevoelens van verlies die zij ervoeren na de val van de Ming-dynastie. Alle vier schilderden in de onafhankelijke en persoonlijke stijl die kenmerkend was voor de progressieve stroming binnen de Zuidelijke School van de onafhankelijke literati. Belangrijke vertegenwoordigers van de orthodoxe stroming binnen de Zuidelijke School waren de zogenoemde Zes Meesters van de vroege Qing-periode. De twee groepen worden vaak samen genoemd om het grote verschil aan te tonen tussen de twee stromingen.

## Afbeeldingen

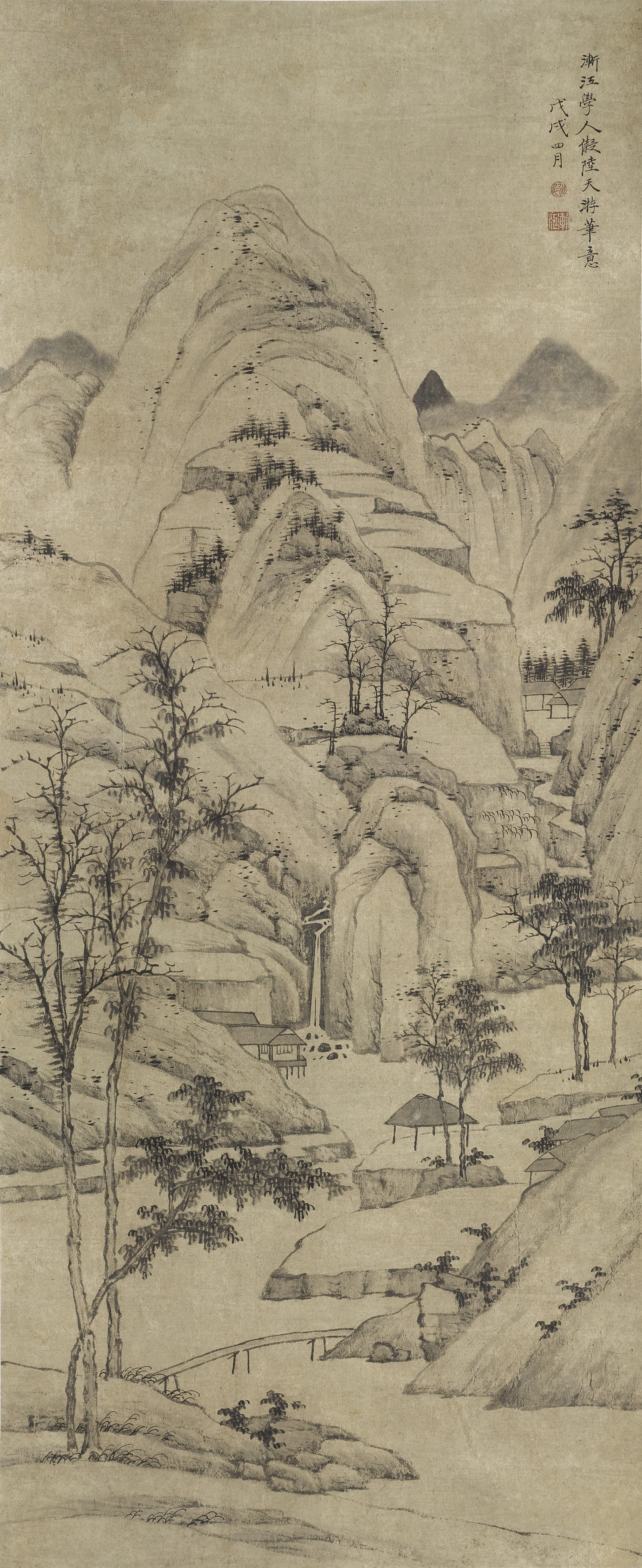
Landschap naar Lu Guang
- Hong Ren
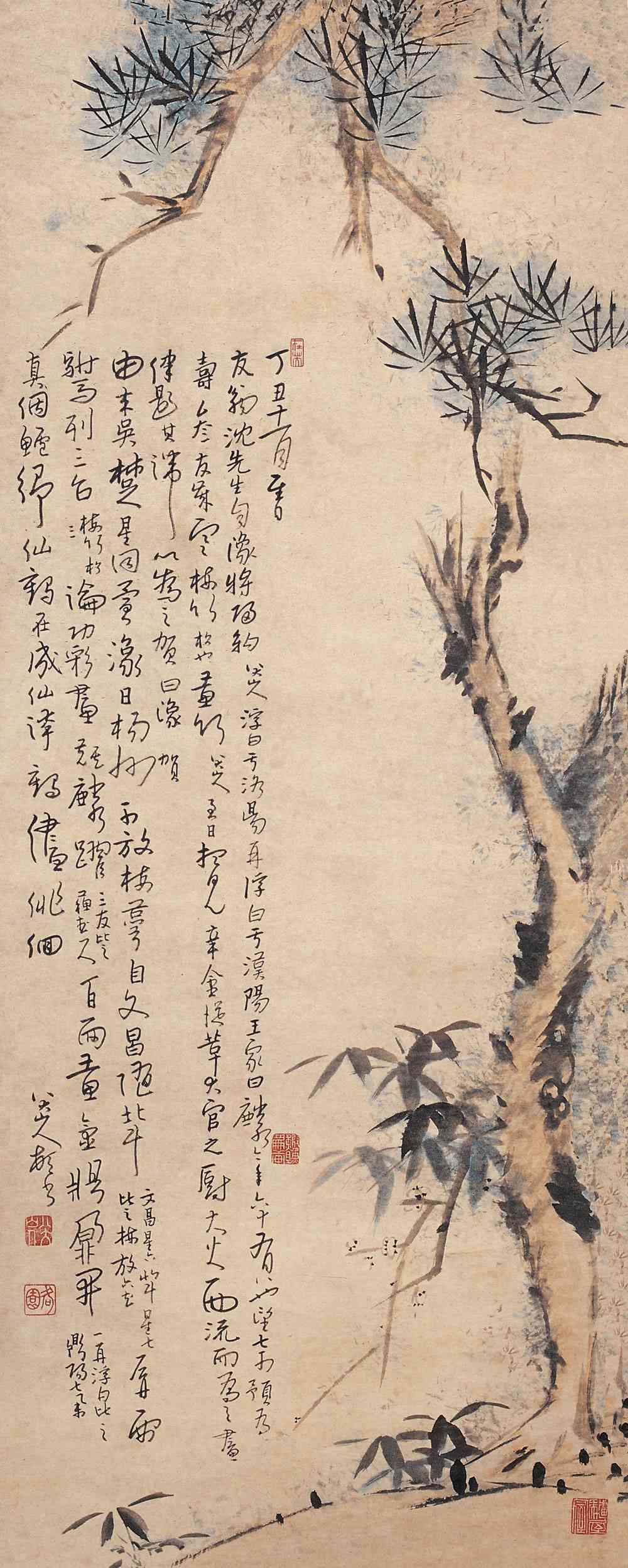
Drie Vrienden van de Winter
- Bada Shanren
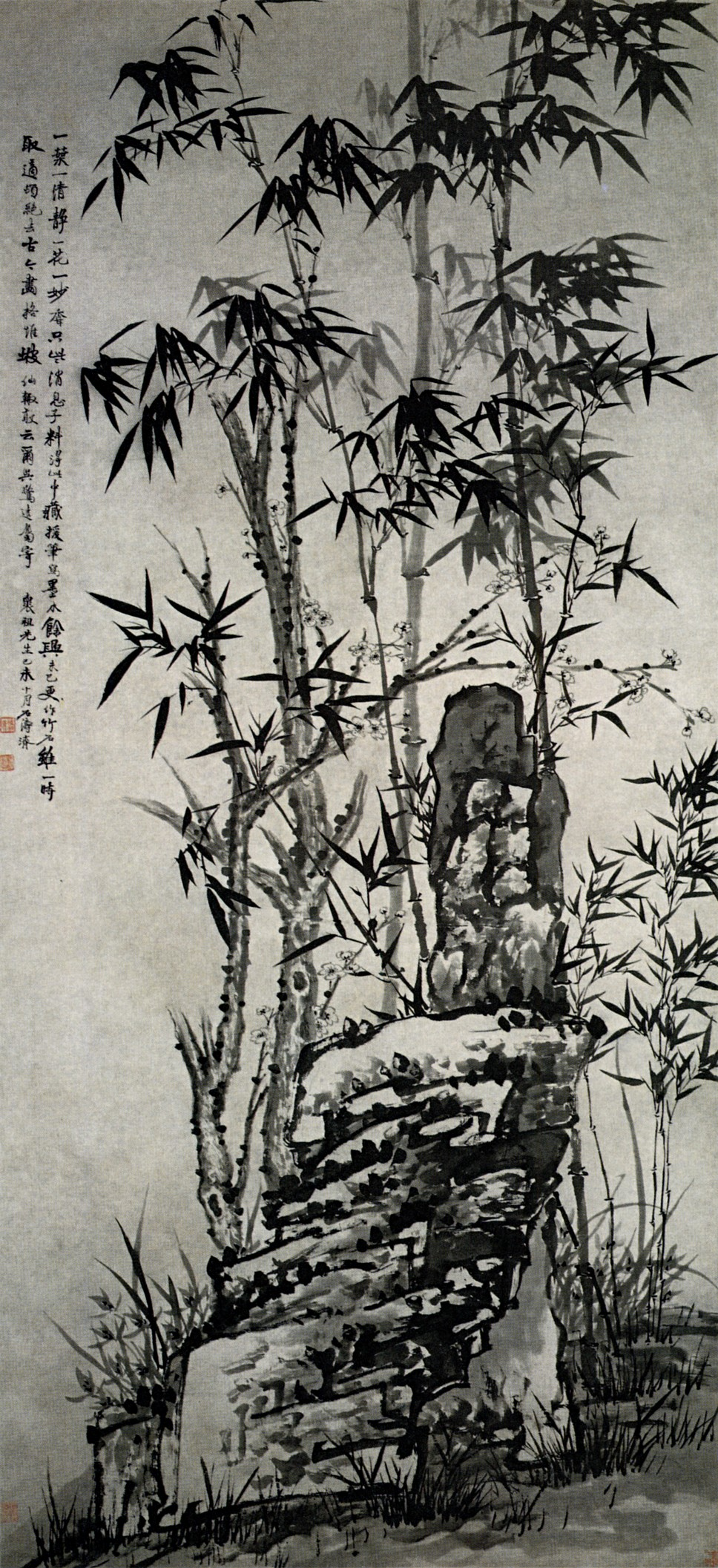
Bamboe, rots en pruimenbloesem
- Shitao
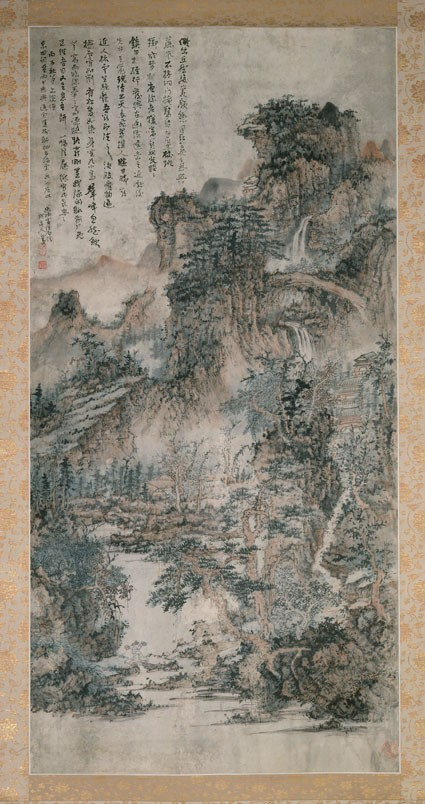
Landschap met watervallen en bomen
- Kun Can